# 伯氏劍尾魚
伯氏劍尾魚，為輻鰭魚綱鯉齒目鯉齒亞目花鳉科的其中一種，分布於中美洲墨西哥Panuco河流域，體長可達7公分，棲息在流動快速的溪流，屬肉食性，生活習性不明。

## 擴展閱讀
維基物種上的相關：伯氏劍尾魚